# Tropiduchus luridus
Tropiduchus luridus är en insektsart som först beskrevs av Walker 1857.  Tropiduchus luridus ingår i släktet Tropiduchus och familjen Tropiduchidae. Inga underarter finns listade i Catalogue of Life.